# Gedenkraam in de Kardinaal de Jongschool (Nes)
Het gedenkraam in de Kardinaal de Jongschool in de Nederlandse plaats Nes (Ameland) is een gedenkteken ter nagedachtenis aan kardinaal De Jong, die tijdens de Tweede Wereldoorlog leiding gaf aan het kerkelijk verzet.

## Achtergrond
Johannes de Jong (1885-1955) werd geboren in Nes. Hij werd in 1908 priester gewijd, was onder meer kapelaan in Amersfoort en werd in 1936 benoemd tot aartsbisschop van het bisdom Utrecht. Tijdens de Tweede Wereldoorlog gaf De Jong samen met dominee K. Gravemeijer, leiding aan het kerkelijk verzet tegen de Duitse bezetter. Het leverde hem de bijnaam IJzeren Jan op en een benoeming tot Ridder Grootkruis in de Orde van de Nederlandse Leeuw. In februari 1946 werd hij door paus Pius XII tot kardinaal gecreëerd. Ter gelegenheid van zijn veertigjarig priesterjubileum kreeg hij De Jong in 1948 een gedenkraam in de Sint-Clemenskerk in zijn geboorteplaats aangeboden.
In 1952 werd in de Kardinaal de Jongschool in Nes een gedenkraam geplaatst, dat was ontworpen door de Groningse architect en kunstenaar Herman van Wissen. Het raam werd in 1980 verplaatst naar de nieuwe school.

## Beschrijving
Het gedenkraam toont het persoonlijk wapen van kardinaal De Jong onder een kardinaalshoed, met in een hartschild een variant op het wapen van Ameland. Op een banderol staat de lijfspreuk van De Jong "DOMINUS MIHI ADJUTOR". Aan weerszijden staat van boven naar beneden "AAN KARDINAAL DE JONG" en "ZOON VAN HET EILAND".